# Helianthus eggertii
Helianthus eggertii — вид квіткових рослин з родини айстрових (Asteraceae).

## Біоморфологічна характеристика
Це багаторічник 3–20+ см (кореневищні). Стебла прямовисні, голі (виразно сизуваті, гладкі). Листки стеблові; всі чи переважно протилежні; сидячі; листкові пластинки від ланцетних до ланцетно-яйцеподібних, 7–16.5 × 1.5–3.5 см, поверхні залозисто-крапчасті, краї цілі чи зубчасті. Квіткових голів 1–5. Променеві квітки 10–18; пластинки 15–20 мм. Дискові квітки 70+; віночки 5–7 мм, частки жовті; пиляки темні. Ципсели 4–6 мм, голі. 2n = 102. Цвітіння: пізнє літо — осінь.

## Умови зростання
Південний схід США (Алабама, Кентуккі, Теннессі). Населяє відкриті пустелі, відкриті дубово-гікорієві ліси; 100–300 метрів.